# Anni senza fine (romanzo)
Anni senza fine (City) è un romanzo di fantascienza di Clifford D. Simak. Originariamente nato come serie di otto racconti, pubblicati  dal 1944 al 1951 sulla rivista americana Astounding Science-Fiction, fu pubblicato con il titolo City nel 1952.
Ricevette nel 1953 il premio International Fantasy Award.
Anni senza fine è nettamente in controtendenza rispetto ai romanzi fantasy o fantascientifici di quel periodo, dove imperavano la tecnologia e i robot. L'aspetto tecnologico è in secondo piano e il romanzo si concentra su una riflessione quasi filosofica sull'evoluzione.
Per creare un filo conduttore, Simak presentò il libro come frammenti di un ciclo di "leggende" che i Cani si tramandano oralmente da tempo immemorabile, con la cornice delle brevi introduzioni a ciascun capitolo, dandone una loro lettura soggettiva, con la consapevolezza che: "...malgrado studi e ricerche eseguite dai più grandi studiosi canini, non siamo ancora in grado di stabilire se 'la leggenda' sia solo pura fantasia o abbia qualche fondamento di verità".
Nel 1973, per onorare la memoria dell'amico e maestro John W. Campbell, fondatore e direttore della storica Astounding Stories, Simak scrisse il nono ed ultimo racconto, Epilogo, inserendolo in una nuova edizione di City. 
L'Autore espresse opinioni contrastanti, definendo Epilogo «un racconto che non avrebbe mai voluto scrivere», ritenendo concluso il ciclo con il racconto precedente, aggiungendo che «la storia così com'era aveva una sua malinconica nota definitiva che non avrebbe voluto toccare».

## Trama
Nel futuro del pianeta Terra l'umanità è scomparsa, e la specie canina domina l'ecosistema.
Negli otto racconti si affronta l'esodo dell'Uomo dalle città, in favore della riscoperta delle campagne, e poi dalla Terra alla volta di Giove, dove assumendo la forma degli alieni gioviani, gli umani trovano una sorta di Nirvana.
Per i cani mutati in laboratorio, perché abbiano il sospirato dono della parola, aiutati nelle attività artigianali da robot al loro servizio, l'Uomo diviene una figura mitologica di cui narrare davanti al fuoco. Essi si pongono domande su cosa fosse un essere umano, dove vivesse e cosa fosse una guerra. È impossibile trovare delle risposte e molti tra loro si convincono che si tratti soltanto di una figura immaginaria in un ciclo di leggende su un passato talmente lontano, da divenirne misterioso lo stesso simbolismo.
Solo il robot Jenkins conosce la verità perché era presente quando gli uomini camminavano sulla Terra e ne conserva ancora il ricordo.
Il ciclo si conclude con la graduale invasione planetaria da parte delle formiche, evolutesi artificialmente. Il robot Jenkins si consulta con l'ultimo umano superstite sulla Terra, da millenni in stato di animazione sospesa, il quale propone una soluzione drastica. Per la natura non violenta dei cani e degli automi, Jenkins opta per l'esodo per i mondi di altre dimensioni.
Nell'epilogo il robot si trova solo, un milione di anni dopo, su una Terra divenuta un formicaio globale, ad eccezione della tenuta che egli continua a curare indefesso. Un giorno si accorge che anche le formiche sono scomparse e le loro costruzioni si avviano alla rovina. L'automa trova una scultura che gli ricorda, con gran divertimento, un evento accaduto in un'epoca remota: un calcio che un umano diede ad un formicaio dopo aver dato alle piccole creature l'intelligenza.

## Cronologia del romanzo
Anno della narrazione (personaggi principali), Titolo originale del racconto, data di uscita
- 2008 (John J. Webster), City, maggio 1944
- 2117 (Jerome A. Webster / Juwain il filosofo marziano), Huddling place, luglio 1944
- 2183 (Bruce Webster / Richard Grant l'ufficiale del censimento / Joe il mutante), Census, settembre 1944
- 3070 (Kent Fowler / Towser il suo vecchio cane), Desertion, novembre 1944
- 3080 (Kent Fowler / Tyler Webster / Joe il mutante) Paradise, giugno 1946
- 4100 (Jon Webster / Jenkins il robot), Hobbies, novembre 1946
- 9000 (Jenkins il robot / Cobbly l'Ombra), Aesop, dicembre 1947
- 14000 (Jenkins il robot), The simple way, gennaio 1951
- 1000000 (Jenkins il robot), Epilog, 1973

## Edizioni
(parziale)
- Clifford D. Simak, City, 1952.
- Clifford D. Simak, Anni senza fine, traduzione di Tom Arno, Urania n° 18, Arnoldo Mondadori Editore, 1953,  p. 136.
- Clifford D. Simak, City, traduzione di Ugo Malaguti, I Classici della Fantascienza 3, Libra Editrice, 1970.
- Clifford D. Simak, Anni senza fine, traduzione di Giorgio Monicelli, Urania Classici n° 182, Arnoldo Mondadori Editore, 1992,  p. 238.
- Clifford D. Simak, Anni senza fine, traduzione di Ugo Malaguti, Biblioteca Cosmo n° 3, Editrice Nord, 2005,  p. 336, ISBN 88-429-1243-3.
- Clifford D. Simak, City, traduzione di Giorgio Monicelli, Urania Collezione n° 157, Arnoldo Mondadori Editore, 2016,  p. 271.